# Tratatul de la Paris (1920)

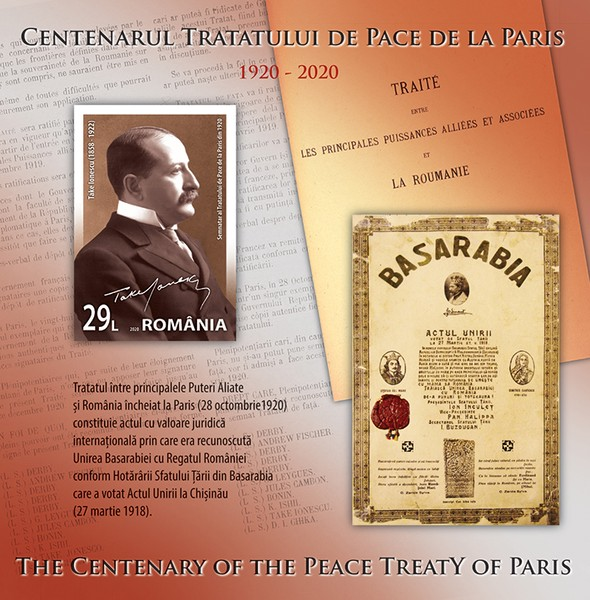

Tratatul de la Paris din 1920 a fost o recunoaștere de către principalele puteri aliate (Franța, Regatul Unit, Italia, Japonia, care nu l-a ratificat) a unirii Basarabiei cu România.

## Descriere
Pe 9 aprilie 1918 (pe stil vechi 27 martie 1918), în timpul haosului Războiului civil rus, legislatura basarabeană (Sfatul Țării) a votat în favoarea unificării cu România cu 86 voturi pentru, 3 împotrivă și 36 abțineri, act privit de către ruși ca o invazie românească.
Ca și în cazul Tratatului de la Versailles, a conținut acordul Ligii Națiunilor și ca rezultat nu a fost ratificat de SUA. Statele Unite au refuzat inițial să semneze tratatul pe motiv că Rusia nu era reprezentată la conferință.

## Recunoaștere
Tratatul de pace de la Paris de pe 28 octombrie 1920, a recunoscut oficial unirea Basarabiei cu România. Doar Rusia Sovietică și Japonia nu au recunoscut niciodată această unire.